# Stephenie McMillan
Stephenie McMillan (* 20. Juli 1942 in Essex; † 20. August 2013 in Norfolk, mitunter auch Stephanie McMillan geschrieben) war eine britische Szenenbildnerin.

## Leben
McMillan stammte aus Essex und arbeitete nach ihrem Collegeabschluss zunächst als Verwaltungsangestellte bei einem Architekturbüro in London. Nach der Geburt zweier Töchter begann sie, für einen befreundeten Fotografen als Requisiteurin zu arbeiten. Daran anknüpfend erledigte sie diese Arbeit auch für Fernsehwerbespots. McMillans Arbeit fiel einem Filmproduzenten auf, und sie wechselte als Szenenbildnerin zum Film. Zu ihren ersten Filmarbeiten gehörte Paul McCartneys Film Broad Street aus dem Jahr 1984.
McMillan verstarb im August 2013 im Alter von 71 Jahren an den Folgen einer Krebserkrankung.

## Filmografie (Auswahl)
- 1984: Broad Street (Give My Regards to Broad Street)
- 1988: Ein Fisch namens Wanda (A Fish Called Wanda)
- 1996: Mary Reilly
- 1996: Der englische Patient (The English Patient)
- 1997: Wilde Kreaturen (Fierce Creatures)
- 1998: Mit Schirm, Charme und Melone (The Avengers)
- 1999: Notting Hill
- 2000: Chocolat – Ein kleiner Biss genügt (Chocolat)
- 2001: Harry Potter und der Stein der Weisen (Harry Potter and the Philosopher's Stone)
- 2002: Harry Potter und die Kammer des Schreckens (Harry Potter and the Chamber of Secrets)
- 2004: Harry Potter und der Gefangene von Askaban (Harry Potter and the Prisoner of Azkaban)
- 2005: Harry Potter und der Feuerkelch (Harry Potter and the Goblet of Fire)
- 2007: Harry Potter und der Orden des Phönix (Harry Potter and the Order of the Phoenix)
- 2009: Harry Potter und der Halbblutprinz (Harry Potter and the Half-Blood Prince)
- 2010: Harry Potter und die Heiligtümer des Todes: Teil 1 (Harry Potter and the Deathly Hallows: Part 1)
- 2011: Harry Potter und die Heiligtümer des Todes: Teil 2 (Harry Potter and the Deathly Hallows: Part 2)

## Nominierungen und Auszeichnungen
1997 wurde McMillan gemeinsam mit Stuart Craig mit dem Oscar für das Beste Szenenbild für ihre Arbeit an Der englische Patient ausgezeichnet. Bei der Oscarverleihung 2002 waren Craig und McMillan für Harry Potter und der Stein der Weisen nominiert, 2006 folgte die nächste Nominierung für Harry Potter und der Feuerkelch. Die dritte Nominierung für einen Harry-Potter-Film erhielt McMillan, wieder gemeinsam mit Stuart Craig, 2011 für Harry Potter und die Heiligtümer des Todes: Teil 1. Für den letzten Teil der Harry-Potter-Filmreihe, Harry Potter und die Heiligtümer des Todes: Teil 2, wurde McMillan 2012 abermals für das Beste Szenenbild nominiert.